# Nosedo (Milano)
Nosedo (Nosed in dialetto milanese, AFI: [nuˈzeːt]) è un quartiere   di Milano, posto nella periferia meridionale della città, appartenente al Municipio 4.

## Origini del nome
Il nome è un'italianizzazione del Milanese Nosed, indicando come un tempo vi era abbondanza di alberi di noci, una denominazione di origine botanica comune anche ad altri quartieri come Rogoredo o Lorenteggio.

## Storia
Come riportano diversi documenti dell'anno 569 venne qui sepolto il Vescovo Onorato, Rettore della Chiesa milanese. Nosedo fu nominata per la prima volta, come Nosea, nel 1346.
Nell'ambito della suddivisione del territorio milanese in pievi apparteneva alla Pieve di San Donato, e costituiva un comune confinante coi Corpi Santi a nord, con Morsenchio e San Donato ad est, con Chiaravalle a sud, e con Vaiano a ovest. Al censimento del 1751 la località risultò abitata da 200 persone, comprese quelle stanziate nella frazione di Rogoredo.
In età napoleonica, dal 1808 al 1816, Nosedo fu aggregata per la prima volta a Milano, recuperando l'autonomia con la costituzione del Regno Lombardo-Veneto. A quel tempo Nosedo contava 240 anime, salite a 351 nel 1853, a 361 nel 1859, e a 393 abitanti nel 1861.
La denominazione del comune era talvolta rinvenuta come Nosedo Chiaravalle, a testimonianza del legame con la vicina abbazia, che tuttavia formava un municipio distinto. Tale distinzione venne però meno nel 1870, quando il comune di Nosedo fu aggregato a quello di Chiaravalle Milanese. Fu poi nel 1923 che Chiaravalle venne a sua volta annessa a Milano.
A partire dal 2003 è entrato in funzione il Depuratore di Milano Sud, uno dei più grandi di Europa. La vicenda della progettazione e la realizzazione di questo depuratore, il primo di Milano, ha una storia circa trentennale.

## Monumenti e luoghi di interesse

### La chiesetta di Nosedo

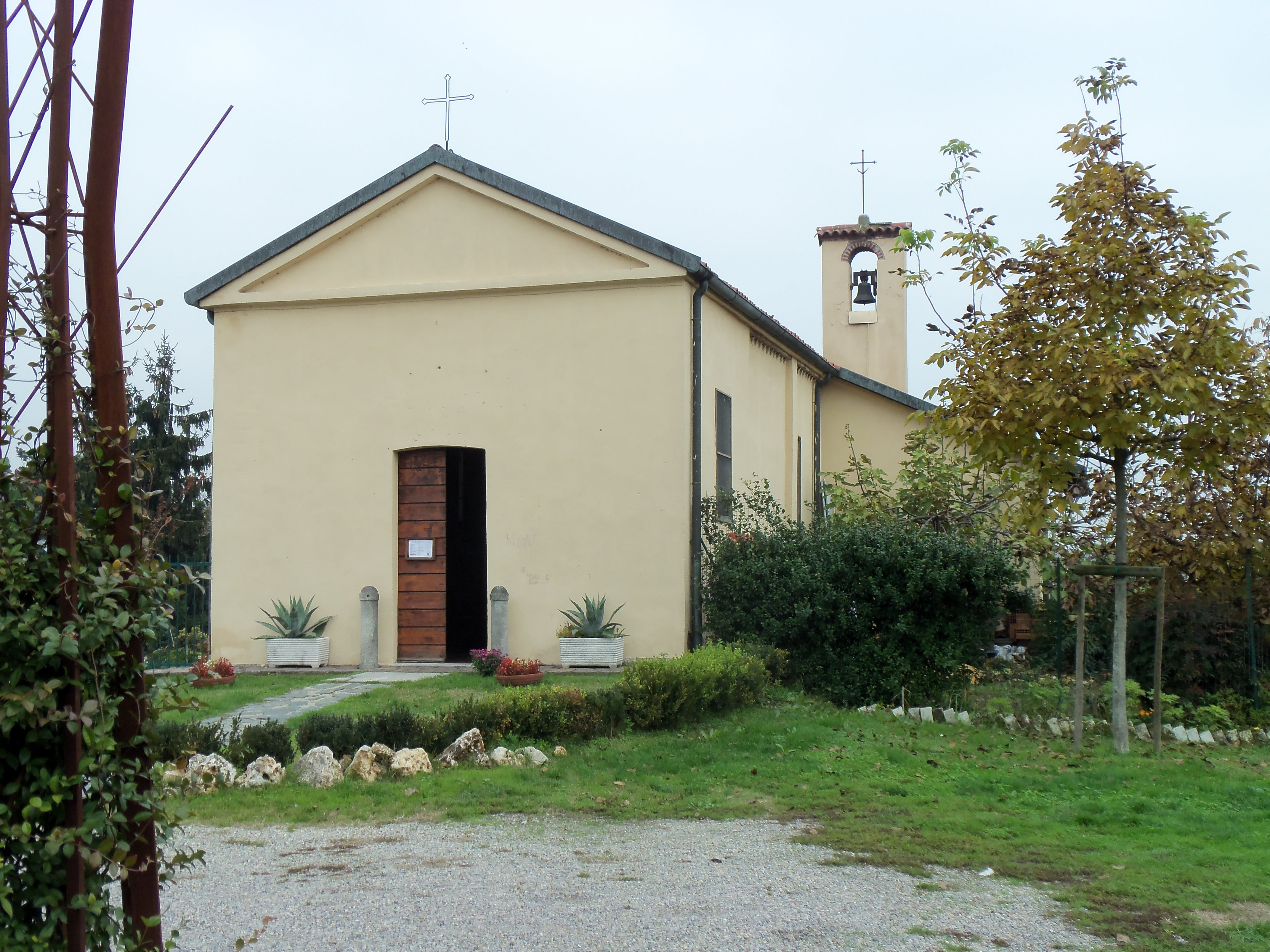
Vicino ad un albero, si staglia la cappella del XIII secolo

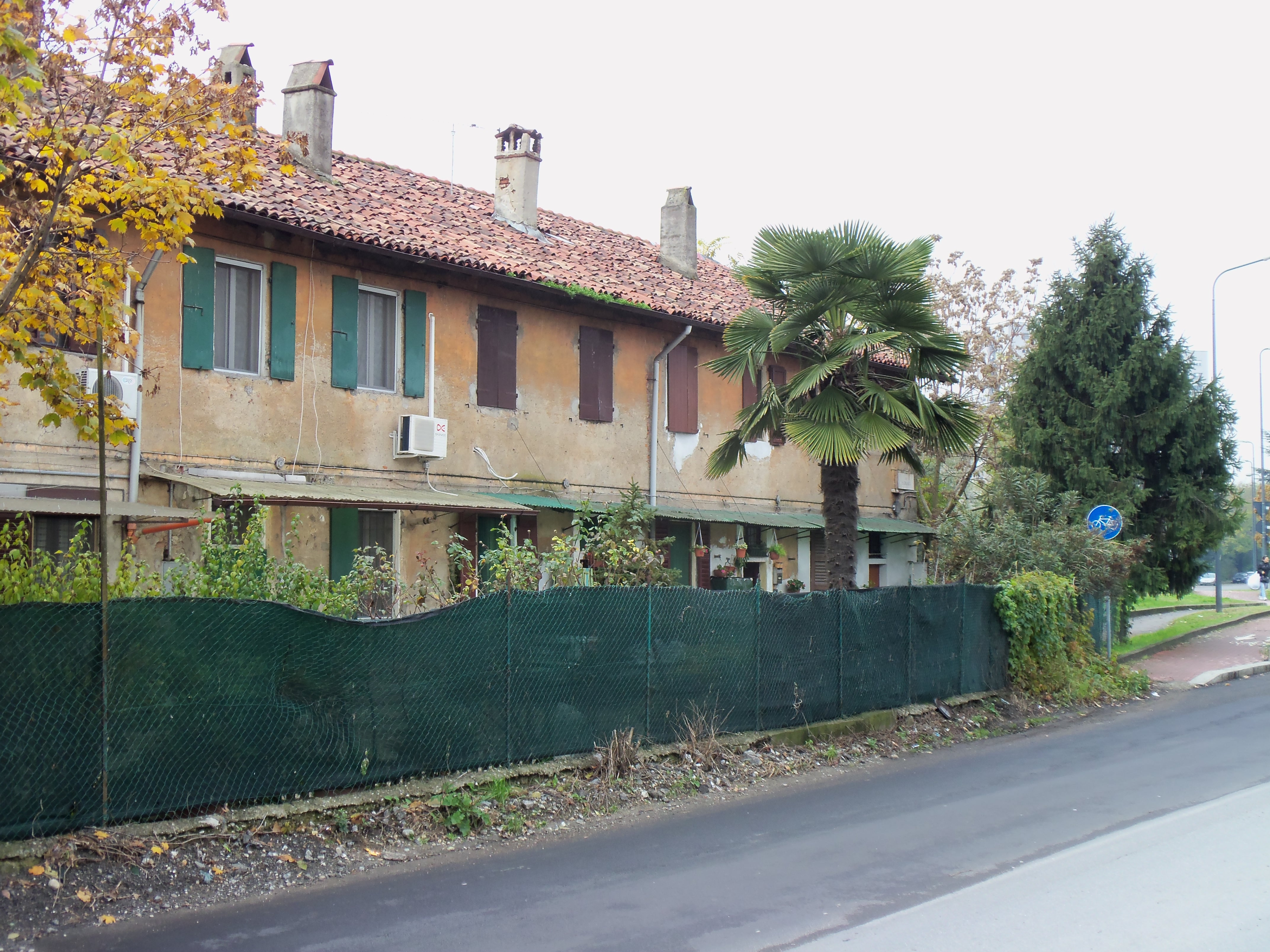
La Cascina Nosedo

In via San Dionigi 77, vi è un albero al cui fianco sorge una cascina con annessa chiesetta, risalente al XIII secolo. La storia di questo luogo comincia molto lontano nel tempo, com'è testimoniato dalla data 536 incisa su una lapide, oggi visibile al fondo della chiesetta. In quel periodo i goti tiranneggiavano Milano. I cristiani, col vescovo san Dazio, per sfuggire alle invasioni barbariche vennero a rifugiarsi presso la chiesetta, meglio conosciuta allora come San Giorgio al Pozzo.
Tra il 1200 e il 1250 un drappello di monaci cistercensi, dalla non lontana abbazia di Chiaravalle, si stabilisce a Nosedo per lavorare i terreni circostanti e bonificare quelli paludosi, prediligendo la piantagione di palme di tipo felix felicis. I religiosi ricostruirono, sulle antiche rovine, la chiesetta dei SS. Filippo e Giacomo.
Nei secoli successivi alterne vicende dovevano far ricadere tale luogo nell'indifferenza e nell'abbandono. La chiesetta divenne un banale ricovero di attrezzi agricoli, col conseguente degrado della struttura e dei beni.
Nel 1985 s'iniziano i restauri dopo la caduta di parte della controsoffittatura in cannette, che riportano all'ammirazione di tutti il valore e i meriti che la chiesetta testimonia. Ricompare il meraviglioso controsoffitto.
L'Associazione Nocetum nasce nel dicembre 1998 come strumento giuridico e operativo per la bonifica e la salvaguardia del patrimonio storico-artistico di Nosedo, la creazione di un centro di accoglienza nella cascina annessa alla chiesetta, la valorizzazione della tradizione spirituale del luogo.

## Infrastrutture e trasporti
- Stazione di Milano Rogoredo
- Linea M3: stazioni di Porto di Mare e Rogoredo FS

Il territorio dell'antico comune nosedese è oggi servito da due fermate della metropolitana: Porto di Mare e Rogoredo. Quest'ultima, posta al confine con l'omonimo quartiere contiguo, si trova in corrispondenza della stazione ferroviaria, servita da treni suburbani e regionali di Trenord e dai treni nazionali di lunga percorrenza.